# Просто неба (журнал)
Вуличний часопис «Просто неба» — журнал на соціальні й культурні теми, який виходив у Львові у 2008—2017рр. Видавець (засновник) — ЛМГО Спільнота взаємодопомоги «Оселя». Завданням часопису було привернення уваги суспільства до проблеми безпритульності. Журнал розповсюджували бездомні люди й отримували половину від його вартості за свою працю.  
«Просто неба» був членом Міжнародної мережі вуличних видань (INSP). 
У журналі публікували матеріали на соціальні та культурні теми, писали про проблему бездомності, пропагували різноманітні соціальні програми, ідею солідарності та взаємодопомоги у суспільстві, а також писали про соціальні заклади, які працюють у місті, розповідали про зарубіжний досвід розв'язання соціальних проблем.
Дописувачами журналу були люди, які працювали з бездомними людьми, а також і самі люди без дому. У журналі публікувалися їхні вірші, статті, життєві історії. Відомі журналісти, письменники, митці та громадські діячі надавали безкоштовно свої матеріали для публікації, проявляючи солідарність із бездомними людьми. 
З травня 2008 року до січня 2017 року вийшли друком 30 номерів.
Видання часопису було одним з інноваційних проєктів Львівської міської громадської організації — Спільноти взаємодопомоги «Емаус-Оселя». «Емаус-Оселя» з 2002 року займається реінтеграцією безпритульних людей у суспільство, їх психологічною підтримкою, в тому числі й через видання і поширення цього журналу, що сприяло створенню в середовищі більш позитивної опінії про безпритульних людей. 
Редакторський колектив часопису: головний редактор — Мар'яна Соха, випускові редактори — Максим «Ольґа» Лішенко, Григорій Семенчук, Кароліна Козюра, дизайн і верстка — Юрій Іздрик. 
В часописі публікувався авторський проєкт Ростислава Шпука «Без Ознак Мистецького Життя», який полягав у зображенні відомих письменників в ролі безпритульних. В проєкті брали участь Тарас Прохасько, Юрій Іздрик, Софія Андрухович, Володимир Єшкілєв, Юрій Андрухович, Олег Гнатів, Таня Малярчук, Григорій Семенчук, Андрій Бондар, Ірена Карпа, Олександр Бойченко, Микола Сварник.  